# J.U.S.T.I.C.E. League
J.U.S.T.I.C.E. League, dove J.U.S.T.I.C.E. è l'acronimo di Just Undeniably Some of The Illest Composers Ever, è un team di produzione discografica statunitense attivo dal 2004.
Il gruppo ha base a Tampa (Florida) e si occupa della produzione di diversi artisti principalmente riconducibili ai generi hip hop e R&B.
I membri del gruppo sono tre: Erik "Rook" Ortiz, Kevin "Colione" Crowe e Kenny "Barto" Bartolomei.

## Artisti con cui hanno collaborato
J.U.S.T.I.C.E. League sono accreditati nei lavori di:
- Young Jeezy
- Mary J. Blige
- Juelz Santana
- J. R. Writer
- Shawnna
- Shareefa
- Tyra B
- Plies
- The Game
- Rico Love
- J. Holiday
- Young Buck
- Lil' Scrappy
- 2 Pistols
- B.G.
- Big Kuntry King
- Blood Raw
- Rick Ross
- Rocko
- Maino
- Fabolous
- Ghostface Killah
- Wale
- Gucci Mane
- Lil Wayne
- Drake
- Trina
- K-os
- Bun B
- Big Remo
- Keyshia Cole
- Lloyd Banks
- T.I.
- Kandi
- Ace Hood
- Chris Brown
- Tech N9ne
- Mobb Deep
- Yelawolf
- Jay Rock
- MGK
- Currensy
- Nas
- Travis Porter
- Elle Varner
- Slaughterhouse
- DJ Khaled
- Chance the Rapper
- 2 Chainz
- Fabri Fibra
- Lupe Fiasco
- STS9
- Nipsey Hussle
- Amerie